# Regina (heilige)

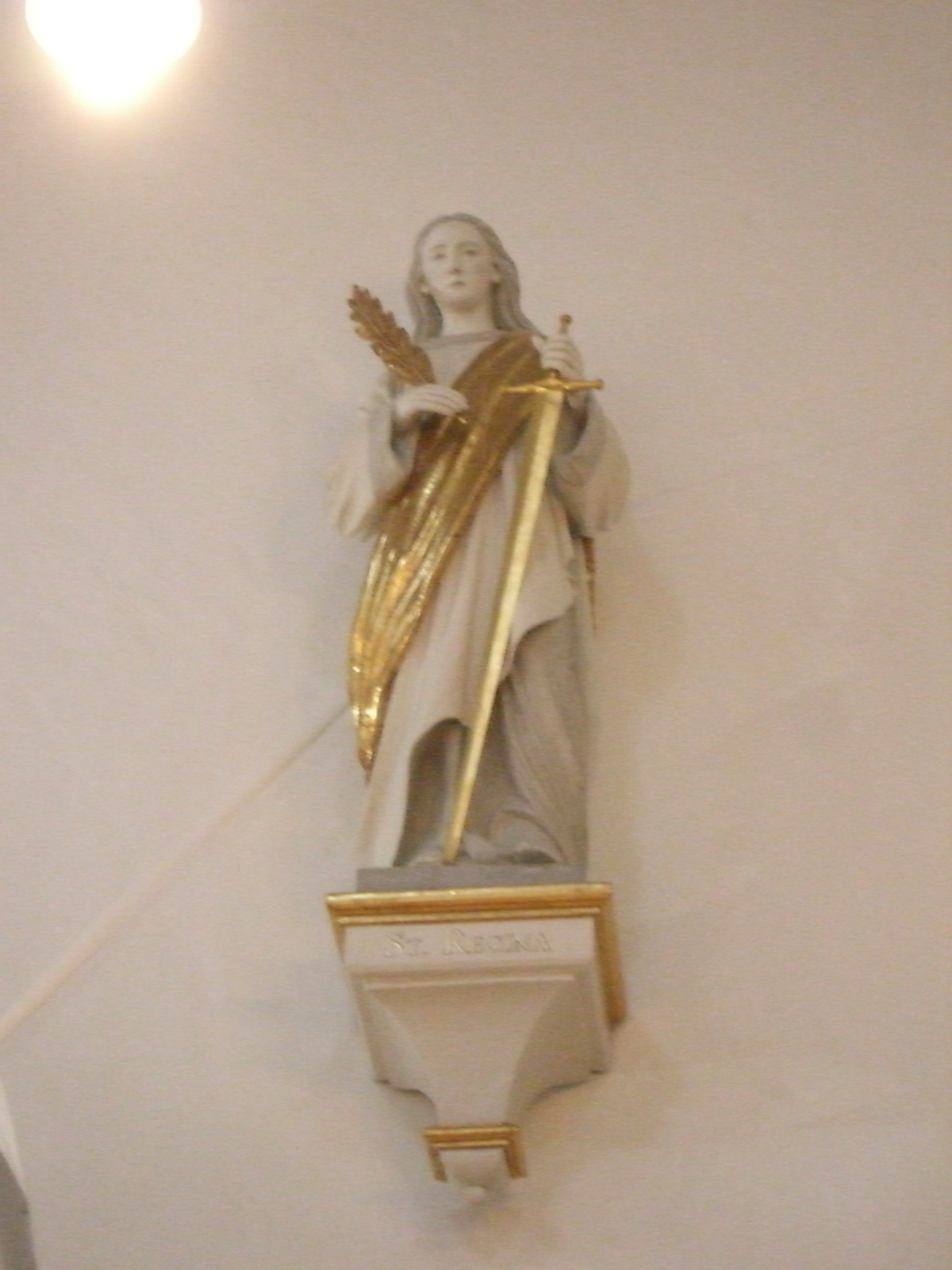
Regina van Alesia

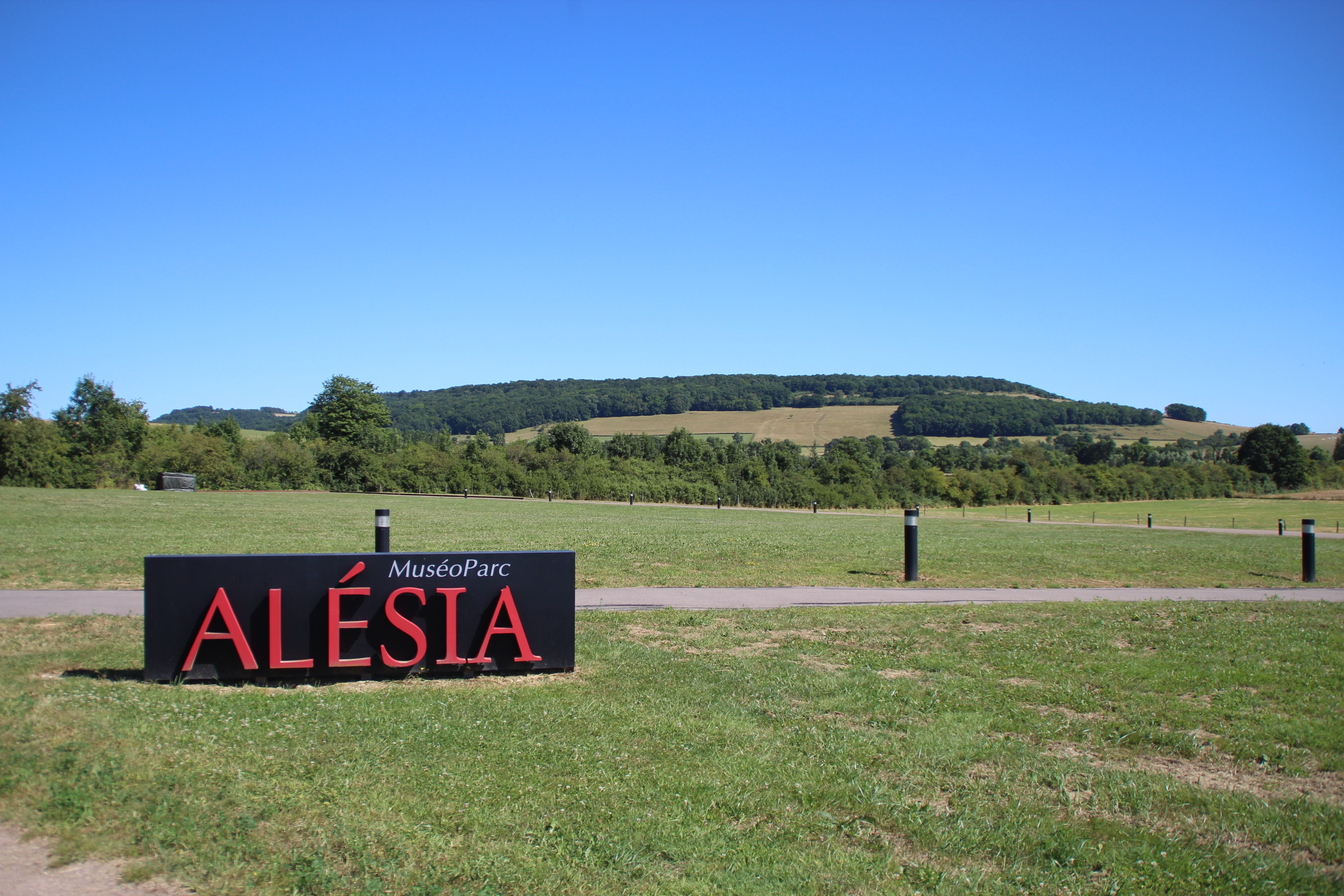
Streek van Alesia in Frankrijk, de Auxois genoemd.

Regina was een heilige in de Romeinse provincie Gallië, vermoedelijk in de jaren 250-300. Haar Franse naam is Reine, Sainte Reine of Reine de Bourgogne.
Volgens de legende werd Regina geboren in Alesia, vandaag Alise-Sainte-Reine. Dit lag eeuwen later in Auxois, deel van het hertogdom Bourgondië. In de 3e eeuw werd Regina christelijk opgevoed door een voedstermoeder. Toen haar vader vernam dat Regina christen zou worden, verjoeg hij haar en de voedstermoeder. De gouverneur van Gallia in die tijd zou Olybrius geweest zijn, van wie nooit een spoor is teruggevonden buiten de Regina-legende. Olybrius was een christenvervolger. Aangezien Regina de avances van Olybrius afwees, vroeg deze aan Regina's vader haar zwaar te straffen. Dit gebeurde ook, in een kelder van haar vader. Olybrius keerde later terug naar de ondergrondse kelder en sleurde Regina naar buiten om te folteren. Regina onderging de ene foltering na de andere, op een publieke ruimte. Toen Regina stierf, bekeerden 800 Galliërs zich tot het christendom. Olybrius besliste het hoofd af te hakken en weg te gooien in wat vandaag Alise-Sainte-Reine is. Haar vader ging hiermee akkoord.
Boven het graf bouwden mensen van Alesia later een kapel. Omwille van wonderen ontstond er vanaf de 5e eeuw een bedevaart met bedevaarders afkomstig vanuit geheel Auxois.
In de middeleeuwen maakten monniken de figuur van Olybrius belachelijk; vandaar betekent het Franse woord  olybrius tegenwoordig een verwaande gek.